# Herbert Henry Dow

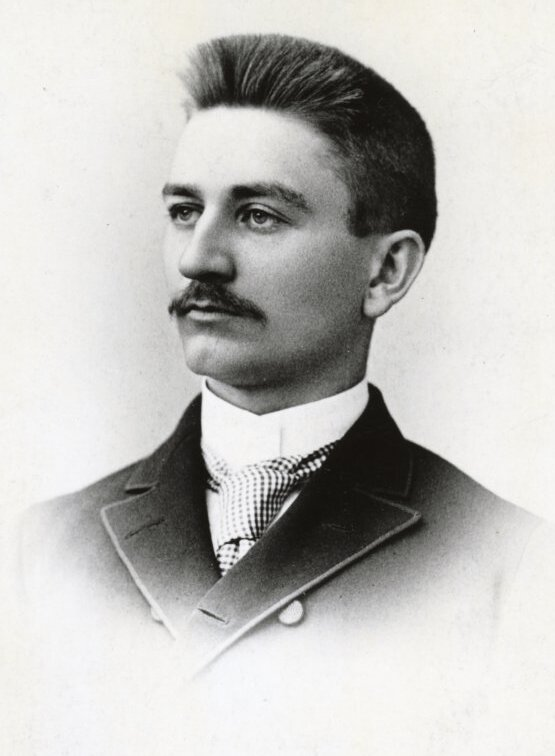
Herbert Henry Dow in 1888

Herbert Henry Dow (Belleville (Ontario), 26 februari 1866 – Midland (Michigan), 15 oktober 1930) was een Amerikaanse chemische uitvinder en industrieel. 
Hij werd geboren in Canada; zijn ouders waren Amerikanen en toen hij zes weken oud waren verhuisden ze terug naar de Verenigde Staten. Hij studeerde aan de Case School of Applied Science in Cleveland, Ohio (tegenwoordig de Case Western Reserve University). In 1899 vond hij een nieuw, efficiënt proces uit om broom te winnen uit pekelwater dat ondergronds voorkomt onder meer in de streek van Midland in de staat Michigan. Hij was een van de medestichters van de Midland Chemical Company, en ontwikkelde daar opnieuw een nieuwe methode om broom te winnen nl. door middel van elektrolyse. Hij wilde een gelijkaardige methode ontwikkelen voor de elektrolyse van natriumchloride (zout) tot natriumhydroxide en chloor, maar hij kreeg daarvoor geen steun van zijn financiers en werd ontslagen.
Hij stichtte dan zijn eigen bedrijf, Dow Process Company, in 1895. Hij verplaatste zijn bedrijf van Cleveland naar Midland in 1896 en veranderde de naam in The Dow Chemical Company; het bedrijf groeide snel, en enkele jaren later nam het zelf de Midland Chemical Company over. "Dow Chemical" zou uitgroeien tot een van de grootste chemische multinationals (op DuPont na de tweede grootste ter wereld na de overname van Union Carbide in 1999). Tijdens Wereldoorlog I diversifieerde de productie sterk (onder meer synthetisch indigo, fenol voor explosieven, en magnesium).  Tetraethyllood om de klopvastheid van benzine te verhogen werd samen met General Motors ontwikkeld in 1921. Een van Herbert H. Dows laatste ontwikkelingen tijdens zijn leven was de productie van broom uit zeewater (het project werd na zijn dood voltooid door zijn zoon Willard H. Dow). Hij stierf in oktober 1930 aan een levercirrose.